# Arte de cerámica en Azerbaiyán
El arte de cerámica en Azerbaiyán (en azerí:Azərbaycanda bədii keramika sənəti) es uno de los campos más antiguos en el arte de Azerbaiyán.

## Historia del arte de cerámica en Azerbaiyán
Hay una larga historia del arte de cerámica en casi todas las culturas. Las excavaciones arqueológicas muestrado que cerámica fue una de las artes más utilizadas en Azerbaiyán a principios de la Edad Media. Desde el final de la Edad Media la producción de cerámica en Azerbaiyán había alcanzado un alto nivel de desarrollo. Algunos científicos dividen la cerámica antigua de Azerbaiyán en dos partes principales. El primero es cerámica de arcilla roja y el segundo es cerámica negra pulida. En los siglos XVI y XVII los mosaicos de cerámica se utilizaron ampliamente en la construcción de palacios, caravasares y baños en varias ciudades de Azerbaiyán.
El 29 de octubre de 2018 se ha fundado el Centro de Cerámica en Şəki.

## Galería

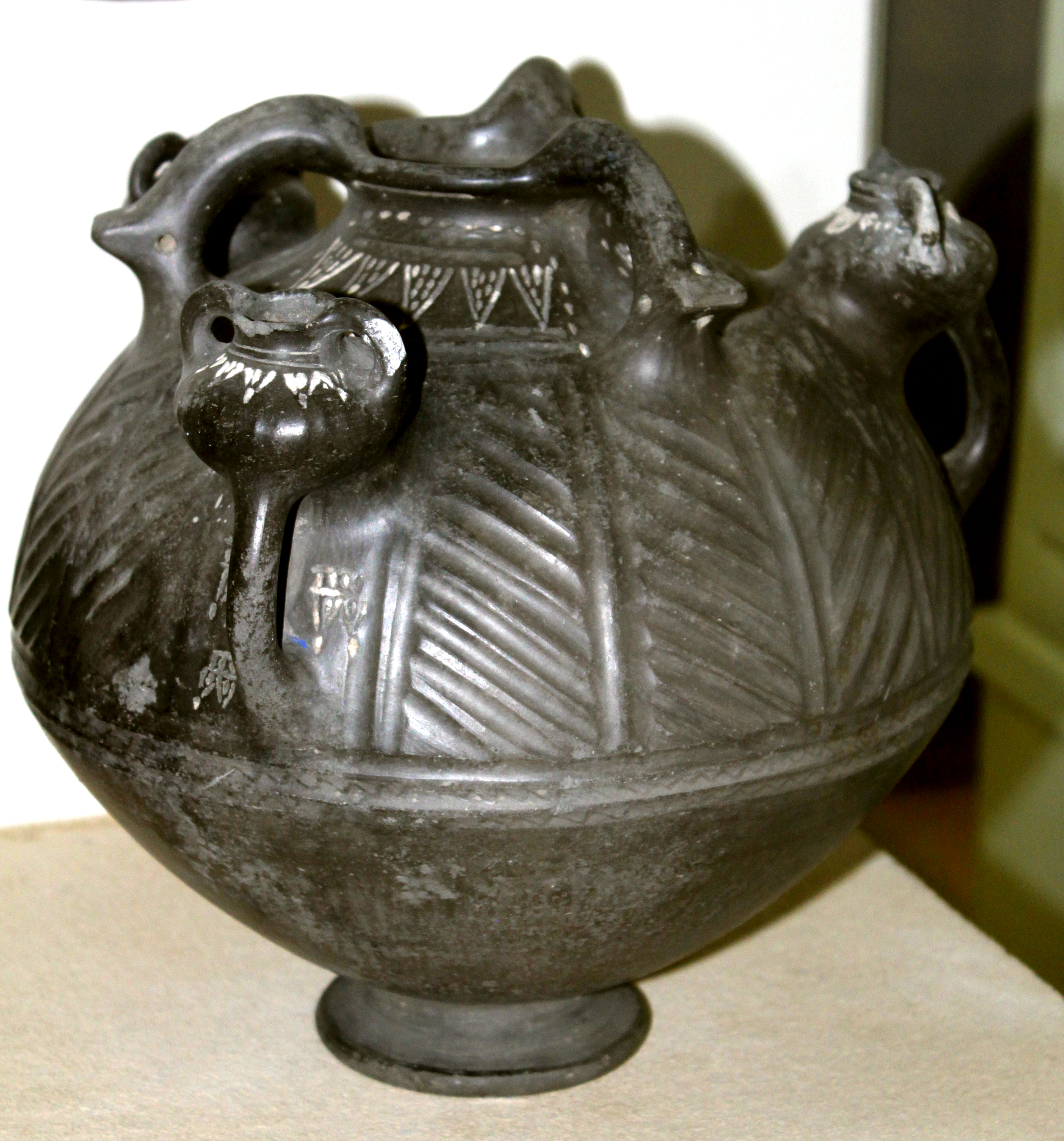
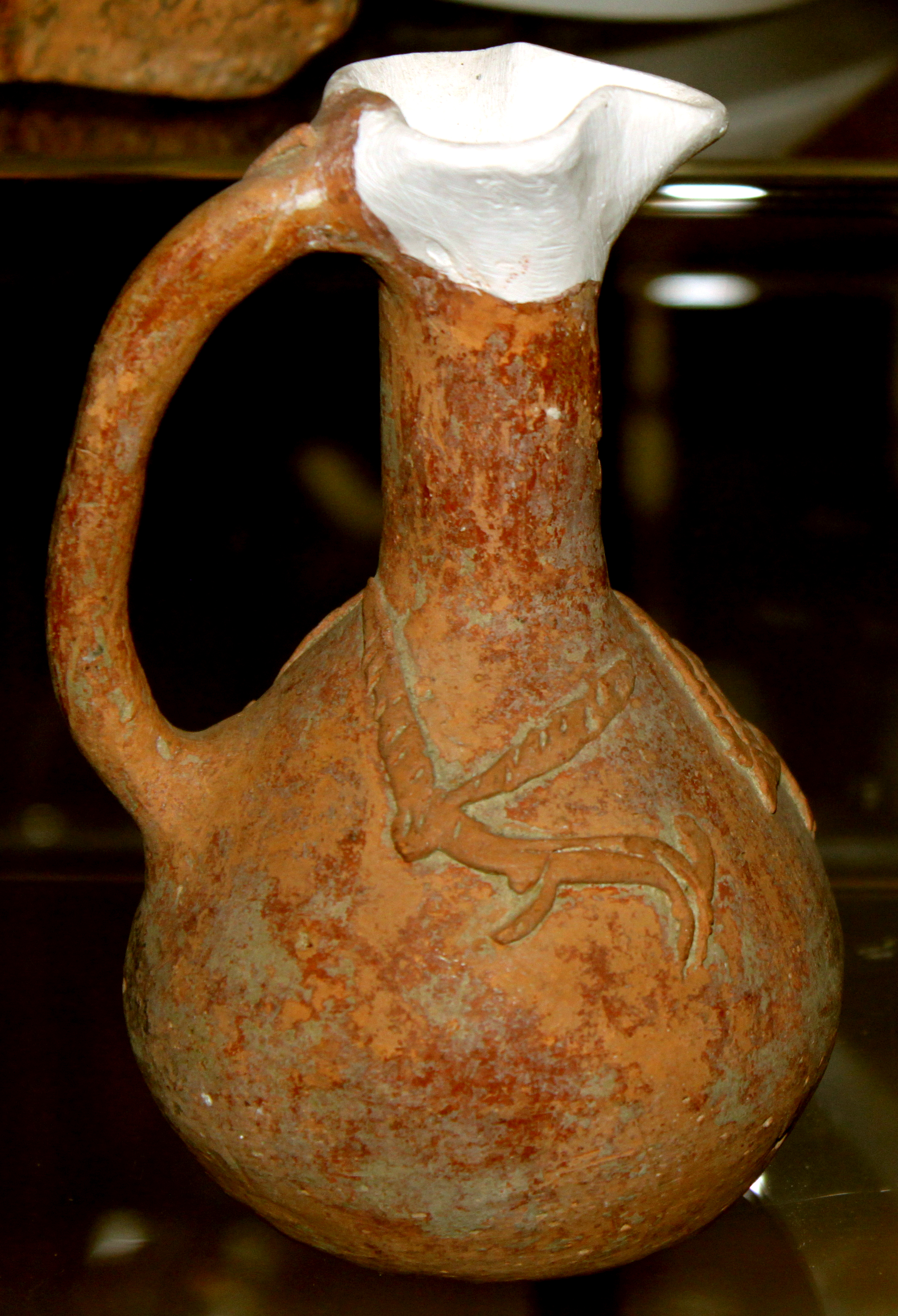
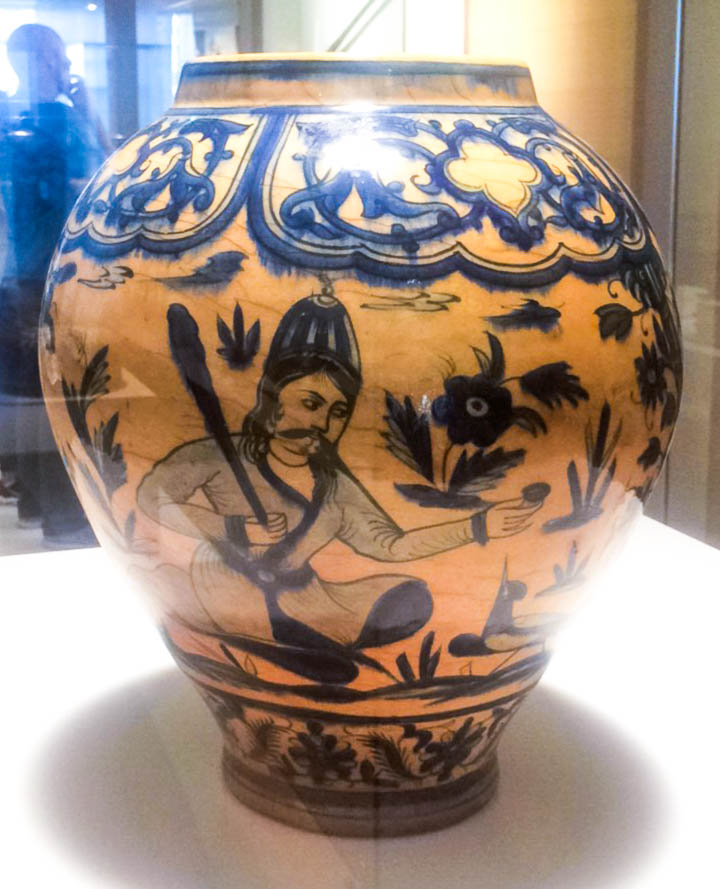
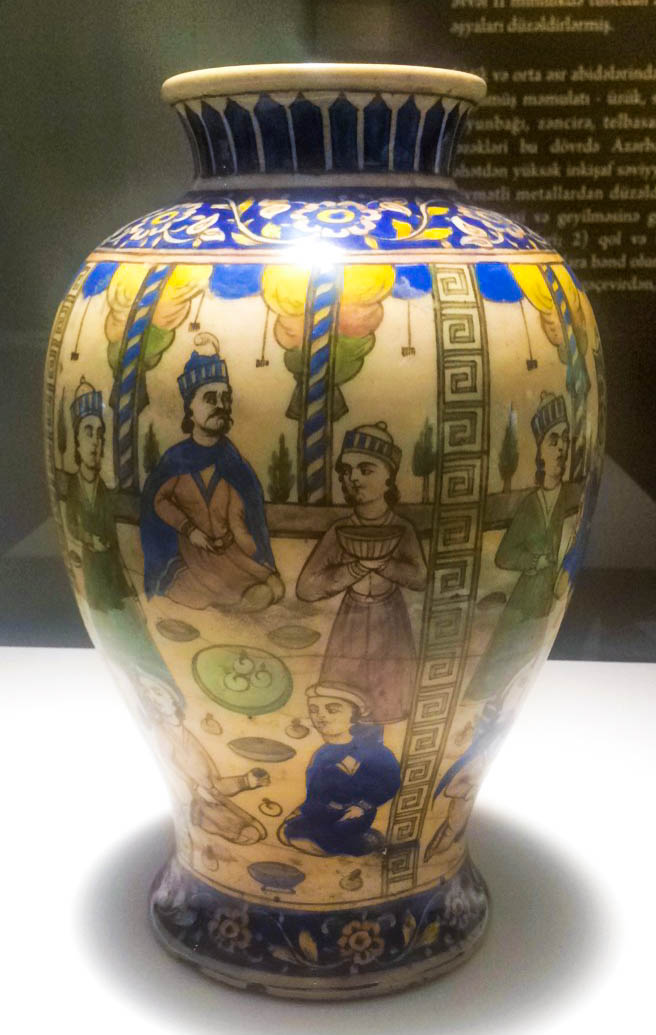